# Jazz Jackrabbit 2
Jazz Jackrabbit 2 er et platformspil produceret af Epic MegaGames (nu Epic Games). Spillet blev, før sin annoncering, ved et uheld afsløret af Arjan Brussee i 1994 og udgivet i 1998 til Windows, og senere til Macintosh-computere. Ligesom sin forgænger, Jazz Jackrabbit, var Jazz Jackrabbit 2 et 2D-platformspil men havde herudover multiplayerfunktioner, heriblandt evnen til at spille over LAN og Internettet.